# Saison 1963-1964 de l'ASM Oran
Pour un article plus général, voir ASM Oran.
Chronologie
Saison précédente Saison suivante
La saison 1963-1964 de l'ASM Oran est la 2e saison du club en première division du championnat d'Algérie depuis l'indépendance de l'Algérie. Les matchs se déroulent dans le championnat d'Algérie et en Coupe d'Algérie.

## Compétitions

### Championnat

#### Rencontres
| Date                  | J           | Adversaire          | Lieu | Résultat | Buteurs pour l'ASMO                            | Références |
| MATCHES ALLER         |             |                     |      |          |                                                |            |
| 8 septembre 1963      | 1re journée | USM Bel-Abbès       | ext. | 1 - 0    | -                                              |            |
| 15 septembre 1963     | 2e journée  | EM Oran             | dom. | 4 - 1    | ,                                              |            |
| 22 septembre 1963     | 3e journée  | SA Mohamadia        | ext. | 2 - 1    | But inscrit                                    |            |
| 29 septembre 1963     | 4e journée  | SCM Oran            | dom. | 1 - 0    | Bendida 81e                                    |            |
| 6 octobre 1963        | 5e journée  | WA Tlemcen          | ext. | 2 - 4    | Zrego ( x3), ?                                 |            |
| 13 octobre 1963       | 6e journée  | CR Temouchent       | dom. | 2 - 1    | ,                                              |            |
| 27 octobre 1963       | 7e journée  | Gallia Club Oranais | ext. | 0 - 7    | ,                                              |            |
| 3 novembre 1963       | 8e journée  | OM Arzew            | dom. | 9 - 1    | Pons ( x5), ,                                  |            |
| 23 février 1964 (*)   | 9e journée  | RC Relizane         | ext. | 0 - 0    | -                                              |            |
| 24 novembre 1963      | 10e journée | RC Oran             | dom. | 2 - 0    | Zrego 60e, Pons 89e                            |            |
| 1er décembre 1963     | 11e journée | MC Saïda            | ext. | 1 - 4    | Pons 26e 51e 62e, Larbi 71e                    |            |
| 29 décembre 1963      | 12e journée | CC Sig              | dom. | 2 - 2    | Hamadi ( x2)                                   |            |
| 5 janvier 1964        | 13e journée | JSM Tiaret          | ext. | 2 - 2    | Bekhloufi 23e, Pons 25e                        |            |
| 19 janvier 1964       | 14e journée | ES Mostaganem       | dom. | 3 - 0    | Pons 31e, Bendida 35e, Medjahed 89e            |            |
| 26 janvier 1964       | 15e journée | GC Mascara          | dom. | 1 - 1    | Pons 20e                                       |            |
| 9 février 1964        | 16e journée | MC Oran             | dom. | 2 - 2    | ,                                              |            |
| 16 février 1964       | 17e journée | Exempt              | -    | -        | -                                              |            |
| MATCHS RETOUR         |             |                     |      |          |                                                |            |
| 1er mars 1964         | 18e journée | USM Bel-Abbès       | dom  | 1 - 0    | But inscrit                                    |            |
| 8 mars 1964           | 19e journée | EM Oran             | ext  | 2 - 1    | Pons 15e 56e                                   |            |
| 15 mars 1964          | 20e journée | SA Mohamadia        | dom  | 5 - 0    | Bendida ( x2), Pons ?, Bekhloufi ?, Ould Ali ? |            |
| 21 mars 1964          | 21e journée | SCM Oran            | ext  | 3 - 1    | Ould Ali 25e, Pons 64e, Bendida 83e            |            |
| 5 avril 1964          | 22e journée | WA Tlemcen          | dom  | 3 - 0    | l'ASM Oran par pénalité !                      |            |
| 12 avril 1964         | 23e journée | CR Témouchent       | ext  | 3 - 1    | Ould ali 76e, Pons 81e 89e                     |            |
| 19 avril 1964         | 24e journée | CA Planteurs        | dom  | 1 - 0    | Bouzidi                                        |            |
| 22 avril 1964         | 25e journée | OM Arzew            | ext  | 1 - 2    | But inscrit                                    |            |
| 26 avril 1964         | 26e journée | RC Relizane         | dom  | 2 - 2    | Pons 39e, Bouziane 42e                         |            |
| 3 mai 1964            | 27e journée | RC Oran             | ext  | 3 - 1    | Bekhloufi 41e, Ould Ali 82e, Bendida 89e       |            |
| 10 mai 1964           | 28e journée | MC Saida            | dom  | 1 - 0    | Pons 4e                                        |            |
| 17 mai 1964           | 29e journée | CC Sig              | ext  | 3 - 0    | Bekhloufi 49e, Bouziane 69e, Bendida 89e       |            |
| 24 mai 1964           | 30e journée | JSM Tiaret          | dom  | 1 - 0    | Bouziane 81e                                   |            |
| 30 mai 1964           | 31e journée | ES Mostaganem       | ext  | 2 - 2    | ,                                              |            |
| Lundi 1er juin 1964   | 32e journée | GC Mascara          | ext  | 0 - 0    | -                                              |            |
| Samedi 6 juin 1964    | 33e journée | MC Oran             | ext  | 1 - 0    | Pons 25e                                       |            |
| Dimanche 14 juin 1964 | 34e journée | Exempt              | -    | -        | -                                              |            |

#### Classement final
Le classement est établi sur le barème de points suivant : une victoire vaut 3 points, un match nul 2 points et une défaite 1 point.
Classement source
| Rang | Équipe           | Pts | J  | G  | N  | P  | Bp | Bc | Diff  |
| ---- | ---------------- | --- | -- | -- | -- | -- | -- | -- | ----- |
| 1    | ASM Oran         | 82  | 32 | 21 | 8  | 3  | 76 | 27 | +49   |
| 2    | MC Oran          | 82  | 32 | 22 | 6  | 4  | 72 | 31 | +41   |
| 3    | MC Saïda         | 77  | 32 | 18 | 9  | 5  | 73 | 36 | 2,028 |
| 4    | ES Mostaganem    | 74  | 32 | 18 | 6  | 8  | 66 | 43 | 1,535 |
| 5    | JSM Tiaret -1    | 69  | 32 | 15 | 8  | 9  | 67 | 35 | 1,914 |
| 6    | SCM Oran         | 67  | 32 | 12 | 11 | 9  | 59 | 61 | 0,967 |
| 7    | Perrégauloise GS | 66  | 32 | 12 | 10 | 10 | 53 | 60 | 0,883 |
| 8    | CC Sig           | 65  | 32 | 12 | 9  | 11 | 42 | 39 | 1,077 |
| 9    | GC Mascara       | 65  | 32 | 10 | 13 | 9  | 41 | 38 | 1,079 |
| 10   | RC Oran          | 64  | 32 | 12 | 8  | 12 | 53 | 59 | 0,898 |
| 11   | USM Bel-Abbès    | 63  | 32 | 10 | 11 | 11 | 38 | 39 | 0,974 |
| 12   | CR Témouchent    | 62  | 32 | 10 | 10 | 12 | 36 | 52 | 0,692 |
| 13   | CA Planteurs     | 60  | 32 | 9  | 10 | 13 | 37 | 51 | 0,725 |
| 14   | RC Relizane      | 59  | 32 | 6  | 15 | 11 | 36 | 40 | 0,9   |
| 15   | OM Arzew         | 50  | 32 | 5  | 8  | 19 | 40 | 73 | 0,548 |
| 16   | EM Oran          | 48  | 32 | 3  | 10 | 19 | 26 | 54 | 0,481 |
| 17   | WA Tlemcen       | 38  | 32 | 1  | 4  | 27 | 14 | 75 | 0,187 |

,
Promotions
- Promotion en Division Nationale 1964-1965
- Barrage de promotion

### Tournoi national final ;1963-1964.
| Tour        | Club 1     | Résultat | Club 2   | Buteurs                                      | Arbitre | Date                         |
| ----------- | ---------- | -------- | -------- | -------------------------------------------- | ------- | ---------------------------- |
| Demi-finale | USM Annaba | 4 - 0    | ASM Oran | Bentahar 40e, Tadjet 56e 60e, Ramdane ( 65e) |         | Constantine, le 20 juin 1964 |
| 3e place    | MSP Batna  | 0 - 1    | ASM Oran | Bouziane (                                   |         | Constantine, le 21 juin 1964 |

### Coupe d'Algérie

#### Rencontres
| Date              | Tour                                 | Adversaire                 | Stade (ville)         | Résultat       | Buteurs pour l'ASMO                     |
| 15 septembre 1963 | 2e tour                              | -                          | -                     | -              | But inscrit                             |
| 17 novembre 1963  | 3e tour                              | Stade Cartésien (Benbadis) | -                     | 6-1            | But inscrit                             |
| 7 décembre 1963   | 5e tour (Trente-deuxièmes de finale) | OM Arzew                   | -                     | 3-1a.p         | Moussa 88e, Noureddine 101e, Larbi 114e |
| 29 décembre 1963  | 6e tour (Seizièmes de finale)        | JSM Tiaret                 | Stade Bouakeul (Oran) | 1-1ap (4-3tab) | Larbi 50e                               |

## Statistiques

### Meilleurs buteurs
Pons avait marqué 36 buts, selon le quotidien El-Djamhouria.